# 和榮退團事件
和榮退團事件（韓語：화영 탈퇴 사건），又稱「T-ara和榮推特事件（韓語：티아라 화영 트위터 사건）」、「和榮孤立事件（韓語：화영 왕따 사건）」、「T-ara霸凌事件（韓語：티아라 왕따 사건）」，為2012年韓國演藝界十大事件之一，事件緣由主要為韓國女子音樂團體T-ara時任成員柳和榮與其他成員在2012年7月於推特產生爭執。事件發生後，和榮遭到經紀公司Core Contents Media無條件解約，團體霸凌傳聞就此傳開，T-ara的演藝活動亦因此被迫中斷。直至前工作人員在2017年就和榮於節目的發言展開爆料，使得事件重新得到关注，此後T-ara的形象才逐漸獲韓國民眾再次接受。

## 發生背景
T-ara所屬經紀公司Core Contents Media在2012年4月宣布旗下女子團體T-ara欲透過「Global Super Idol」選秀活動加入2名新成員，使其成為9人團體。Core Contents Media代表金光洙表示，對於的人員變動可能引起憂慮和擔心但「T-ara一旦安於現狀則絕對發展不了」，並公開親筆信寫下立場表示：「如果現在的成員因為不努力而陷入自滿，造成其他成員受到傷害的話，會果斷地更換該成員並引進新成員」，隨後在同年5月證實新成員會於團體在7月發表的新專輯活動中亮相。
同年6月13日，Core Contents Media釋出第四張迷你專輯《Day by Day》的發行訊息。翌日，經紀公司Core Contents Media公開T-ara第八名成員雅凜的資訊，並表示雅凜將於T-ara在7月發表的專輯正式出道並與團體一同展開活動。隨後，T-ara於同年7月3日正式發表第六張迷你專輯《Day by Day》並展開宣傳活動，且在7月14日正式成立粉絲俱樂部並與3200名的粉絲在首爾慶熙大學和平殿堂舉辦創立儀式。
時任成員柳和榮在同年7月23日於MBC電視台錄製音樂節目《Show! 音樂中心》蔚山特輯時扭傷腳踝，但由於T-ara於同年7月25日至26日間在日本東京武道館舉行T-ara Japan Tour 2012: Jewelry Box演唱會，和榮在7月24日從韓國金浦機場前往日本的途中，由經紀人攙扶啟程出國。在演唱會開演記者會時，和榮便道歉表示：「在武道館演出之前，已經充分的練習，本想給大家展現更好的面貌，但是很遺憾」，Core Contents Media相關人士則表示：「和榮的腳傷比預期還要更加嚴重。」

## 事件過程
T-ara在日本演唱會期間，包含孝敏、芝妍、𤨒晶、寶藍、昭妍在內的成員於推特發表圍繞在「意志力」的話題，而和榮對於團員的推特發表回應表示：「單靠意志也有不行的時候」。和榮的姊姊孝榮在看到和榮與其他成員們的推特後，回擊：「光臉蛋漂亮有什麼用？心地也要善良才行啊！」，隨後經紀公司Core Contents Media表示T-ara成員的推特遭到盜用，但許多網友覺得大家的帳號不可能同時被盜用。在演唱會的行程結束後，和榮坐著輪椅返回韓國，經紀公司Core Contents Media表示會請和榮好好休息療傷。和榮於7月26日演唱會結束後接受聯訪時再次表示：「演唱會前一天受傷很難過，因為得改變表演內容，害其他成員這麼辛苦，我深感抱歉。」
隨後，T-ara在7月27日錄製KBS電視台音樂節目《音樂銀行》時，和榮在彩排期間坐在椅子上在舞臺上唱Rap，但在僅剩下兩組準備錄製時突然宣布不登台，使得成員𤨒晶和孝敏在短時間內準備了和榮的Rap部分，但仍造成孝敏代替和榮的部分表演時，發生忘記歌詞及忘記跳舞的放送事故。成員孝敏在隔日更換推特頭像為一段文字的部分截圖，網友們發現該頭像引用作家Mira Kirshenbaum書籍《所有事情都有發生的理由》封面一部份的句子，引起網友揣測是否與「和榮被孤立」有關，隨後該推特頭像再次被更換，經紀公司Core Contents Media代表金光洙亦在28日表示將於7月30日發布有關T-ara的重要公告，此時網路上對於T-ara成員間的矛盾的相關事件已經興起了「孤立說」。T-ara在同年7月29日於SBS電視台音樂節目《人氣歌謠》錄製時，和榮依然沒有登台演出，繼續由𤨒晶和孝敏準備了和榮的Rap部分，而亦有粉絲當日在《人氣歌謠》錄製前號召「齊呼柳和榮」行動，在T-ara表演〈Day By Day〉舞台的4分鐘期間，為捲入爭議中心的和榮表達支持。
擔任T-ara的說唱老師Tarae在和榮退團前發表推文「雖然跟婊子們的所作所為一模一樣，但我想不倒有機會超乎想象的漸入佳境的狀況出現了……沒想到能安全下庄，是吧？」，和榮則在此篇推文留言說「想你了，老師」，引起該篇推文是否指T-ara其他成員的猜疑。隨著爭議的擴大，Tarae又發布推文說「該說些什麼呢？謝謝大家幫忙解釋事件並支持和榮，工作結束後去了NAVER，為什麼要把我捲入爭議？我寫的是讓兩個自以為很紅而無視我的丫頭看的，真的是忘恩負義。和T-ara有爭執的和榮受傷了，我吃飯很忙！沒興趣！我只是Smash Bounce的成員，你們自己看著辦。和榮啊對不起，我什麼都不知道就成了T-ara的敵人」，隨後在29日發表推特稱「我想告訴大家，我曾引起爭議的推文並不是針對T-ara。雖然很多人認為說我是要脫身，但我不會介意這種說法。」
經紀公司Core Contents Media隨後於7月30日發表和榮的退團公告，指出是「尊重19名工作人員的意見，且在不能更加辛苦的想法下深思熟慮後作出的結論」，其中的19名工作人員包含了5名造型師、7名化妝師、5名現場經紀人及2名團體經紀人，並表示：「T-ara孤立說是毫無根據的」。金光洙代表在和榮的退團公告內容中，就T-ara的立場敘述：「一直到發表聲明的今天早上，T-ara的成員們還提出與和榮一起繼續活動下去的要求與辦法，但我和公司職員們沒有接受她們的意見，對此感到抱歉」，而和榮在退團公告發出後於推特表示：「這不是事實」，而經紀公司Core Contents Media在和榮發出推特後，發布追加立場指「不只是《音樂銀行》的放送事故，還有數十件以上這樣的事件沒有公開，金光洙代表表示想給予保護，另外對和榮在推特上所說的話真的感到遺憾」。金光洙代表在追加立場發布後，接受《日間體育》專訪，強調「有好幾名工作人員都邊哭邊說要辭職，雖然我覺得歌手很重要，但是成就歌手的工作人員們的汗水與眼淚也同樣地重要。我沒辦法再坐視不管這些會破壞團隊合作的事情」。成員𤨒晶在同日於自己的粉絲網留言「謝謝，還有對不起」，引起不少網友和粉絲關注與跟帖，但因瞬間登錄人數過多導致網頁癱瘓。
經紀公司Core Contents Media代表金光洙表示，與和榮的父母在7月30日見面，並表示已向他們解釋了公司的決定，和榮的父母也都能夠理解並也希望T-ara及和榮都能夠過得很好。和榮隨後於7月31日透過推特上傳了道歉文章，而網友則發現和榮的道歉推特有藏頭詩，拼湊起來為「只有粉絲知道」，再次引發關注，並流傳指該道歉文是遭經紀公司Core Contents Media強迫發表的。同日，和榮在姐姐孝榮的陪同下前往經紀公司Core Contents Media，並在途中遇到記者表示其要前去公司向金光洙致歉，隨後金光洙在翌日證實其姊妹曾前往公司見面，同時指出和榮的道歉文是在見面前發表而「不是我強制讓她發的」，並表示：「對於細小的爭吵變成團體瓦解危機的境地感到非常惋惜」。韓國媒體etoday在和榮發表道歉文章後，致電給和榮父親，其接通後僅簡單道歉並表示：「沒有什麼想說的，無可奉告」。
經紀公司Core Contents Media代表金光洙在8月1日召開記者會指在T-ara的日本演唱會後，和榮的一名親信對T-ara的成員傳送負面簡訊，且稱「年紀輕的成員做這些惡作劇的事，朝向出乎意料的發展，讓人很難過。（揮舞著資料）如果摺疊資料被公布出來的話，會出更大的事。T-ara沒有做錯事，會繼續準備接下來的回歸活動」，更強調「站在其他成員立場來看，後加入的成員不努力適應而是搗亂，是不太好的互動。和榮性格剛烈，有男子氣概，和T-ara生活確實互相摩擦，沒有照顧好新成員的T-ara既有成員們也是有責任的」。金光洙在會後表示，與和榮見面的前一晚有先和T-ara成員見面，並表示成員們對於這次的事態很難過且留下了眼淚，同時還指出T-ara成員們與和榮都不知道自己在推特留下的沒有特別的意思的文章會引起這麼大的風波，而同為女子音樂團體的成員寶藍妹妹D-Unit成員RAM在8月2日錄製Mnet音樂節目《M Countdown》時，於待機室接受記者採訪，表示事件發生後因寶藍手機關機無法聯繫感到擔憂，並對記者表示：「雖然對此次事件不太清楚，但希望可以獲得很好的解決。」
和榮在8月28日透過推特表示：「在T-ara活動期間確實因為和成員們的意見分歧而產生對立，但這樣被流傳成『孤立說』讓情況惡化感到非常心痛，也因為事實被扭曲而造成的傷害感到非常傷心」，T-ara最終也在8月29日上傳親筆信，指出：「意見分歧未能在我們內部解決，將個人問題暴露在公共場合裡，我們認為這真的是愚蠢的行為，正在深刻反省，對於我們輕率的舉動表示誠摯的歉意」，而該親筆信為成員聚在一起後由成員居麗寫下，經紀公司Core Contents Media則表示：「希望不停歇的惡意評論能夠自制。」

## 事件影響
T-ara在事件發生後的代言廣告等皆受到影響，團體代言的美妝品牌TONYMOLY、成員𤨒晶代言的大宇證券皆放棄續約，大宇證券接受媒體採訪時表示，到9月末合約到期之前還有𤨒晶作為模特拍攝的印刷品，但因為企業最大化考慮社會氣氛，所以無法無視大眾的情緒，因此預計全部更換。僱傭勞動部在同年亦邀請T-ara拍攝〈工作崗位頌〉作為SBS電視台音樂節目《人氣歌謠》的一個環節宣傳，而在播出後沒多久便發生此次事件，僱傭勞動部相關人士表示：「非常尷尬」，並表示雖然也計劃在網路宣傳，但將依據輿論狀況制定日後的宣傳時程，而團體代言的戶外品牌Wild Rose則表示：「企業營銷中不可能不考慮大眾形象，社會情緒對公司最終決定會有很大影響」。經紀公司Core Contents Media在戶外品牌Wild Rose提出解約後兩個月提出訴訟，表示仍未撤換代言照片已違反肖像權，但法院最終以「只是因為時間和金錢的問題才推遲了撤換廣告」為由判定敗訴並歸還代言費4億韓元。
成員𤨒晶在2011年3月被選為韓國戰警、義警宣傳大使，並公開宣示：「我要站在消除校園暴力的前線」。在事件發生後，網友們向韓國警察抗議要求撤除𤨒晶的照片，並表示：「排擠他人者不能再擔任旨在根除校園暴力的宣傳大使」，隨後韓國警方表示𤨒晶在2012年4月18日早已屆滿並更換宣傳大使為女子音樂團體f(x)的成員Krystal，但因為其他技術上的原因以及改版網站過程中與管理公司的合約等問題使得沒能及時更換照片，並緊急完成相片更換藉此希望不要產生誤會。
一同與𤨒晶、演員李章宇共同出演電視劇《我們結婚了》的演員安在民於推特對𤨒晶表達安慰，表示：「因為很長時間以來作為家人看待所以非常難過」，同時亦對和榮表示：「是互相只留下傷痕的狀態，希望能早一天順利的解決」，而安在民的言論遭大量網友質疑他是否再藉機炒作知名度，其於推特表示：「我並不是一位多麼有影響力的人，我單純是因𤨒晶而感到難過」並於接受韓國媒體enews的採訪時，再度對自己的發言道歉。SBS電視台的導演柳哲民在事件後透過推特、臉書對和榮表達聲援，並表示：「以後不發通告給T-ara了」，此文發出後亦引起另一在MBC電視台的工作人員跟進表示：「以後也不發了」，隨後該貼文引起熱議並大量網友抨擊「作為PD卻做出輕率的發言」，最終柳哲民刪除該則貼文並道歉表示：「沒有想到這樣的意見會被認為是公開立場」。
新國家黨議員李在五於推特表示「T-ara霸凌事件」的真相不得而知，但若屬實則不應該保持沉默而是需要透過合法的途徑處理，文化社會研究所研究員金成允則認為「排擠與退團」的議題是屬於道德問題，與其他偶像醜聞相比，問題的核心是完全不同，而韓國的女性採取更高的道德規範，因此更容易被當成「獵巫」對象。建國大學醫院精神健康醫學科教授河智賢表示：「人們都有被孤立、被疏遠或不受歡迎的經歷，所以會透過此次和榮事件泛起同情心」，首爾大學醫院精神健康醫學科專科醫生金智順則表示：「抨擊T-ara可能是表達一個人與生俱來的攻擊性的行為，由於對社會的不信任，似乎也產生了必須查明此次事件真相的意識，我認為這反映了人們渴望尋求真相和伸張正義」，歌手E.Via也在推特針對「T-ara要求真相」的網站演變成獵巫行動提出評論，表示：「雖然和榮很可憐，也很好奇真相，但是這樣只會增加受傷的人，好奇心要適可而止」。很多人認為這次事件讓T-ara回到正常的狀態很難，因為像這樣的醜聞熱點幾乎可以讓一個團體解散。

### 粉絲抗爭
部分T-ara粉絲在2012年7月29日透過社群平台建立「T-ara要求真相」的網站，要求T-ara就孤立和榮、成員間的不合等方面交代真相，隨後在同年8月拒絕與經紀公司Core Contents Media代表金光洙會面，決定在公司外展開集體示威。截至8月1日，共有超過6000位粉絲退出粉絲俱樂部，並有超過7萬名網友發動連署「要求T-ara解散」。擁有4百萬名粉絲交流的T-ara最大粉絲網表示，在經過此次事件一系列報導後深受打擊，因此決定於8月15日將永久關閉，隨後在8月1日表示，考慮歌迷與會員後，決定將網站經營權讓出，並不會關站，但對於「T-ara要求真相」網站的立場相悖，除了要計劃對應該網站的活動外，亦有會員指出該網站若真的發起示威則須去擋住這些示威。
在多方協調下，示威改為面談形式舉行，經紀公司Core Contents Media代表金光洙與代表「T-ara要求真相」的社會正義聯合成員會面，並就和榮和T-ara間出現的孤立說及與這次事件無關的說明，且表示：「此次事件和孤立說完全無關，是因為直播問題沒有遵守演藝人應當遵守的合約中的約定」，社會正義聯合成員就此次面談內容能否公告給「T-ara要求真相」會員，經紀公司Core Contents Media代表金光洙則表示：「只要『T-ara要求真相』希望的話，隨時都可以見面」，而面談當日仍有部分粉絲在公司外投擲雞蛋宣洩不滿，經紀公司Core Contents Media代表金光洙亦在面談當日發表親筆道歉信，指出：「因為發表T-ara和榮解約、因為沒有令大家釋然的說明，進而接連產生誤會結果擴大成孤立說，對於此事本人在此低頭致歉。」

### 個人活動
成員𤨒晶原定出演SBS電視台連續劇《五指》，網友在和榮退團後，紛紛要求𤨒晶自此劇下車，SBS電視台表示𤨒晶會正常演出且正在研讀劇本。𤨒晶在8月16日出席《五指》的發布會，製作組在媒體提問前要求媒體不要針對無關劇情的提問，但仍有媒體提問有關T-ara的問題，𤨒晶沒有回答僅表示：「能和這麼好的前輩們一起合作出演電視劇，我感到非常榮幸，我會盡最大努力的。」同月，有媒體報導𤨒晶將從劇中下車的訊息，經紀公司Core Contents Media表示並沒得到SBS電視台或製作組的通知，更表示：「连演出费也收了，合同上章也盖了，还有什么退出啊」，而亦有消息指出𤨒晶被下車是因為「廣告比什麼都還來得重要」。但在8月22日由製作組表示𤨒晶將在此劇下車，並由出演MBC電視台連續劇《新娘面具》的演員陳世娫遞補，隨後SBS電視台亦證實𤨒晶自此劇下車的訊息。前成員和榮在得知𤨒晶下車後，發布推特表示對於𤨒晶下車的難過，並再次澄清沒有「孤立說」。在𤨒晶下車發生後，其對此感到非常震驚，經紀公司Core Contents Media表示其正透過從家人處找回力量重新振作，而韓國放送演技者工會對於下車一事表示抗議，並在幾天後公開製作組的合約追加變更協議書，製作組方面在因T-ara爭論後受到損失的情況下向𤨒晶方面要求了損害賠償，製作組則否認該批露事項，並主張「未向𤨒晶所屬公司方面發送過任何正式的公文」，經紀公司Core Contents Media在𤨒晶下車後的一個月對製作方提起訴訟。對於經紀公司向製作組求償1億4千萬韓元的訴訟以及韓國放送演技者工會對製作組實施兩年戲劇審核的制裁，𤨒晶希望可以撤回並表示：「被換角我一點都不怨恨他們，反而開心他們下了這個決定來保護演員們」，韓國放送演技者工會則表示𤨒晶的意願雖會參考，但制裁為工會內部表決，因此會繼續執行。
成員孝敏在同年出演MBC電視台連續劇《第一千個男人》並預定在8月播出。在事件發生後，亦被要求自此劇下車，製作組則表示總集數8集已完成6集，不可能取消孝敏的角色。孝敏在出席8月14日在京畿道日山MBC夢想中心的新劇發表會，製作組在媒體提問前要求媒體不要針對無關劇情的提問，但仍有媒體對此詢問，孝敏表示：「首先，很榮幸今天和在座這麼多優秀的演員們一起見證我們努力拍攝的成果…嗯…所以希望大家可以多多關心這部電視劇…謝謝」，說著聲音不禁開始哽咽，最終潸然淚下。而在新劇發表會中，亦有記者對於預測收視率的提問，孝敏則回答說「收視率好像會到兩位數」，但最終首集的收視率表現受到此次事件波及僅有6.7%。
成員昭妍在同年出演KBS電視台連續劇《海雲臺戀人們》並預定於8月13日上映。昭妍在8月13日前往釜山拍攝地點途中發生車禍，身體因撞擊感到不適而送往醫院並需要暫停拍攝，經紀公司Core Contents Media表示昭妍及化妝師等人均受到不同程度的創傷，昭妍本人坚持早日出院，但是经纪公司方面只能等待具体的检查结果，再根据昭妍的身体状况决定何时让出院。昭妍出車禍後傳出「車禍造假說」，劇本作者黃恩靜作家表示：「不敢相信大家会这样认为，冒着生命危险只为作『秀』？」，而對於造成「車禍造假說」的入口網站Nate稱是因為網站搜索結果中新聞發表時間排序錯誤，並表示：「不是出於本意地帶給T-ara的粉絲們混亂，在此表示深深的歉意」。針對和榮退團事件，昭妍在專訪時則表示成員之間是有一些矛盾，但在事情過後，他們讓公司代表為他們調解矛盾且之後發生了很多事，亦指出：「我們也不知道為什麼會導致和榮離開」，並表示成員們也是透過新聞才得知此事，且表達了對公司的不滿。而劇本作者黃恩靜作家面對網友要求昭妍自劇中下車表示，爭論後也無法準確的知道那個理由，不能讓昭妍從電視劇中下車，隨後僅表示因為T-ara事態的確成為了爭論，所以會減少昭妍的拍攝分量，連續劇製作組在一個月後回應昭妍出演分量減少時則表示，雖然直到第12集還出現在劇本中，但是不能保證昭妍的分量，離劇終還有約4集，直到那時昭妍能否再次出演要看情況再說。
KBS電視台連續劇《閉嘴家族》導演趙俊熙在8月23日採訪表示𤨒晶、芝妍將特別出演，並表示：「只是出演10至20秒時間，因為拍攝有些難度，重新拍攝是很難的，所以將會直接播出」，隨後改稱「即使已经拍摄万的戏份也总是根据观众们的反应不断修正，对于𤨒晶和芝妍的戏份确实也正苦恼该怎样编辑」，最終製作組在27日表示：「決定編輯兩人出演的部分，不會播出」，此決定遭指與事件引起的觀眾們的抗議有關。

### 團體活動

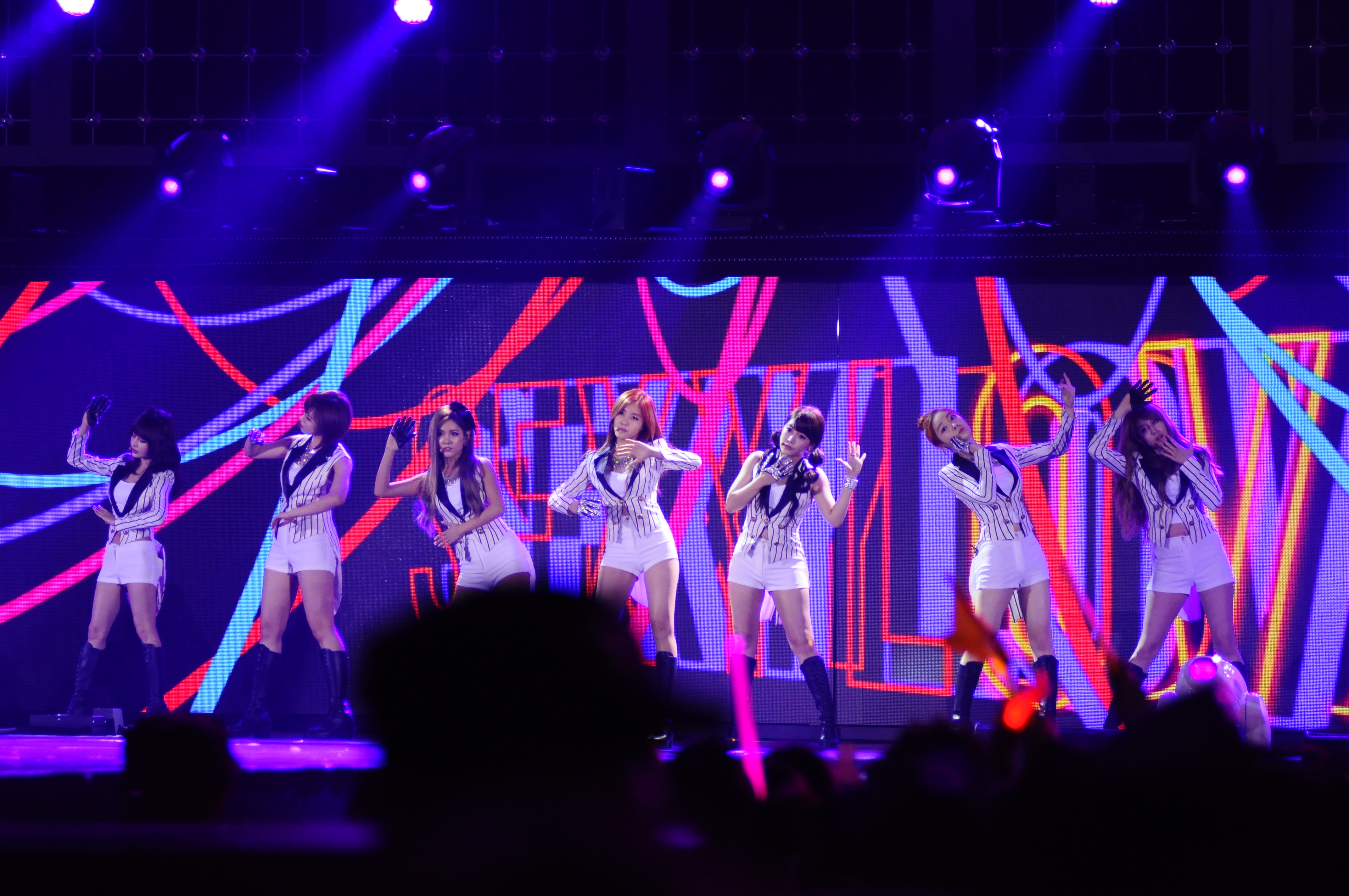
於2012年11月29日在越南表演〈Sexy Love〉的T-ara

T-ara預定於同年8月11日在蠶室室內體育館舉辦出道後首場韓國國內演唱會，並在同年7月17日晚上8時正式發售門票，除保留給日本粉絲後援會的600個座位外，其餘座位在開賣20分鐘後便售罄，並確定不會再額外加場演出。經紀公司Core Contents Media在同年8月1日表示，經過T-ara成員要求後，認為在爭議不斷的情況下，無法在演唱會上展現出明朗、充滿活力的面貌，粉絲們也不會覺得開心，雖然將演唱會日程重新安排到年末之前，但整體規劃為無限期延後。面對媒體報導因為爭議事件導致大量退票朝，經紀公司Core Contents Media則表示退票情况僅為20到30張左右，而T-ara直至四年後的2016年11月26日才宣布於同年12月25日舉辦出道後首場韓國國內演唱會。
經紀公司Core Contents Media原定在專輯《Day by Day》的宣傳行程結束後，於2012年8月15日推出由T-ara合作多次的製作人「新沙洞老虎」編曲的後續單曲，而在同年7月17日由KBS電視台播送的《明星人生劇場》中，釋出了T-ara錄音的畫面，和榮在當時亦有參與錄音，但因為和榮退團的影響，T-ara在7月31日宣布暫停活動，同時提前結束第六張迷你專輯《Day by Day》的宣傳活動。而在事件發酵後，經紀公司Core Contents Media表示原訂於8月15日推出後續單曲計畫不變，但一直到同年8月30日才公開了第七張迷你專輯《Mirage》的專輯封面與概念照片，並於9月6日透過Mnet音樂節目《M Countdown》發表回歸舞台。和榮於T-ara發表回歸舞台的當日，在推特表示事件後，開始進行Rap填詞創作並上傳片段稱「為了不辜負粉絲們的期待而不被淘汰，因此正在努力活動著，希望未來能夠以嶄新的成熟形象在大眾面前回歸」，同時也對T-ara的舞台表示應援。韓國媒體Dispatch在同年9月6日及9月10日與和榮電訪，和榮表示自己「曾經是T-ara的一員」，所以會迫不及待想看到T-ara此次回歸的初舞台，並會一直替她們加油，至於上傳Rap片段獲得熱烈反響則表示還有不足之處會繼續努力。在T-ara正式發片回歸歌壇後，網友紛紛指責T-ara強行回歸，並在《M Countdown》的網路留言板留下「為T-ara回歸的『意志力』鼓掌」等諸多負面留言，而《M Countdown》的工作人員對媒體表示當日T-ara的舞台為預先錄製並非現場直播，被猜測是因為考慮到會有Anti粉絲們的團體行動。
T-ara訂於國際自然保護聯盟世界自然保护大会紀念演唱會發表第七張迷你專輯《Mirage》主打歌〈Sexy Love〉的初舞台，KBS韓流促進團吳世英團長於8月30日對外表示很清楚T-ara的狀況，也決定讓T-ara出演新曲舞台。T-ara在9月8日的演出時發生觀眾鴉雀無聲、將手燈關掉的事件，甚至有觀眾在現場大聲喊著和榮的名字。事後，有關負責人對外表示觀眾都安靜下來並靜靜聆聽T-ara唱歌，在最後的時候也都鼓起了掌，並不是所說的沉默示威，不排除有部分粉絲故意搗亂與誇張事實的可能性。

## 相關謠言
在事件發生初期，金光洙代表接受「STARNEWS」採訪，稱「如果和榮能真的覺醒認知自己的錯誤的話，我會與工作人員及T-ara其他成員討論，讓她回歸T-ara」，但在翌日稱此發言是由散佈虛假消息的網友在推特上傳發布的，金光洙代表與韓國媒體的通話中表示其自身不用推特，稱「不清楚這個消息是怎麼出來的」，同時強調「目前沒有考慮和榮歸隊的問題。好像現在也不是考慮這個問題的時候」，而冒用金光洙代表的推特帳號甚至成為了數家媒體的報導來源。
舞團YAMA&HOTCHICKS曾为包含T-ara在內的诸多韩国女子团体编创了经典的舞蹈动作。在是次事件發生期間，一名高中生在和榮退團後自稱其為舞者，表示曾目擊成員芝妍呼和榮巴掌，更有網友指出曾被芝妍拿高跟鞋打，舞團YAMA&HOTCHICKS團長裴潤靜則表示：「練習室是其他藝人和訪客都會出入的地方，所以不可能發生毆打事件」，經紀公司Core Contents Media亦對此駁斥並表示已經報警，但警方否認有接到報案。隨後該名自稱練習生的高中生接受訪問，表示只是想一頭熱跟上和榮的新聞，並表示已經向警察局自首了。
在和榮退團後，T-ara過往參與日本放送節目時𤨒晶餵和榮吃年糕的畫面、參與MBC電視台綜藝節目《偶像明星運動會》時其他成員不與和榮說話等畫面皆被惡意剪輯。部分媒體在沒有聯繫相關節目放送負責人確認當時的情況下，進行令人難以信服的報導，由於恰逢2012年夏季奧林匹克運動會，但T-ara此次事件更具關注，媒體因此無限制地發表沒有確認事實的報導。經紀公司Core Contents Media亦在2012年8月3日表示，將針對未經查證網路內容且毫無過濾就進行報導，導致T-ara「孤立說」越演越烈並造成嚴重的社會風波的7間媒體，於8月6日委任2名律師採取刑事訴訟措施。最終，經紀公司Core Contents Media在9月11日表示，其對於12家媒體提出刑事告訴，並針對其中9家追加名譽毀損的告訴，預計將向他們索取刑事和民事上的損害賠償。
在事件發生一年後，子團T-ara N4出演Mnet談話節目《Beatles Code 2》，成員𤨒晶談及餵和榮吃年糕時表示：「那只是为了节目的效果，而故意演绎出来的」。𤨒晶在2015年出演Mnet談話節目《4種秀》談及被網友放大解讀成「霸凌」的餵年糕事件時再次表示：「誰會在攝影機正在錄影的時候做這種事？太不像話了！」

## 事件反轉
在𤨒晶出演《4種秀》後，韓國網友對於𤨒晶的說詞並不採信，但亦有許多網友又重新挖出許多當年大家群起激憤之下所沒看到的「事實」，而韓國入口網站「Nate」的論壇在2015年5月2日貼出一篇以「T-ara前成員和榮的真相」為題的文章，提及和榮在音樂節目《音樂銀行》後台丟拐杖發脾氣，且稱當時的情況不只記者有看見，就連音樂節目的工作人員都有目睹她生氣丟拐杖的一幕，而文章所提及和榮缺席日本演唱會私下跑去指甲美容店等內容直至2017年才被T-ara前經紀人證實。
2017年2月8日，和榮與孝榮共同出演tvN綜藝節目《現場脫口秀Taxi》落淚並於節目回想過去作為T-ara成員活動時期時，表示：「這是女性之間充分有可能發生的事。」T-ara前經紀人於同日爆料和榮多次要求在不必要的扭傷打石膏、日本演唱會未參加彩排、在飯店做指甲及其姐姐孝榮在2012年7月27日T-ara錄製KBS電視台音樂節目《音樂銀行》時對時任成員雅凜的威脅簡訊，韓國報紙《東亞體育》指出一名過去曾擔任T-ara的經紀人接受電話訪問表示爆料屬實，更追加指出「我們當時甚至還接過和榮、孝榮方面的威脅電話，對方嗆聲說孝榮身上攜帶著凶器，要我們都小心點」，而韓國媒體Dispatch訪問六位當時工作人員，亦證實這些爆料內容為真。而經紀公司Core Contents Media改組後的MBK娛樂對此爆料指出，相關文章是誰上傳的還有待確認，但內容是事實，並表示：「過去的事情現在又重新浮出水面，心裏很不舒服」。孝榮當時所屬的經紀公司BAM娛樂亦證實該簡訊截圖為真，並表示：「孝榮只是因為心疼妹妹而變得情緒化，所以才說出那樣的話，並無其他原因」。和榮針對被爆料後所引發的惡評表示「那種遺憾難過的事是不是非得互揪頭髮、跟狗一樣在泥中打一架？」，更對於那些惡評者表示「該自重的是你們才對」，引發批評。
曾擔任T-ara造型師的金宇力在2017年3月13日出演Channel A電視台談話節目《聽到傳聞show》時，指和榮在團隊期間會將在美容室工作的人員稱作是「洗髮精」，和榮在節目播出後於個人Instagram上傳兩則貼文諷刺反駁「我知道金宇力和孝敏姐姐很熟，请不要无中生有，笑死我了，哈哈哈哈哈哈哈」、「金宇力先生好了！請別再無中生有了，都是因為您，害我們公司從早就開始緊急會議，麻煩您搞清楚狀況再上節目」。金宇力透過個人直播表示，節目經過剪輯有可能會造成和榮誤會，節目製作組則表示，金宇力的發言沒有被歪曲編輯，製作組無須就爭議向金宇力道歉。和榮的經紀公司Imagine Asia則指和榮沒有稱造型師為「洗髮精」，而是以撒嬌的口氣稱「姐姐，我要Shampoo」。對此，韓國媒體Dispatch訪問兩位當時參與造型設計的工作人員，證實金宇力的說法為真，並表示：「可以當做她年紀小不知道，但是即使那樣也不是什麼搞笑的事情，那時候的工作人員們都很受傷，也有造型師因此離職。」

## 後續發展

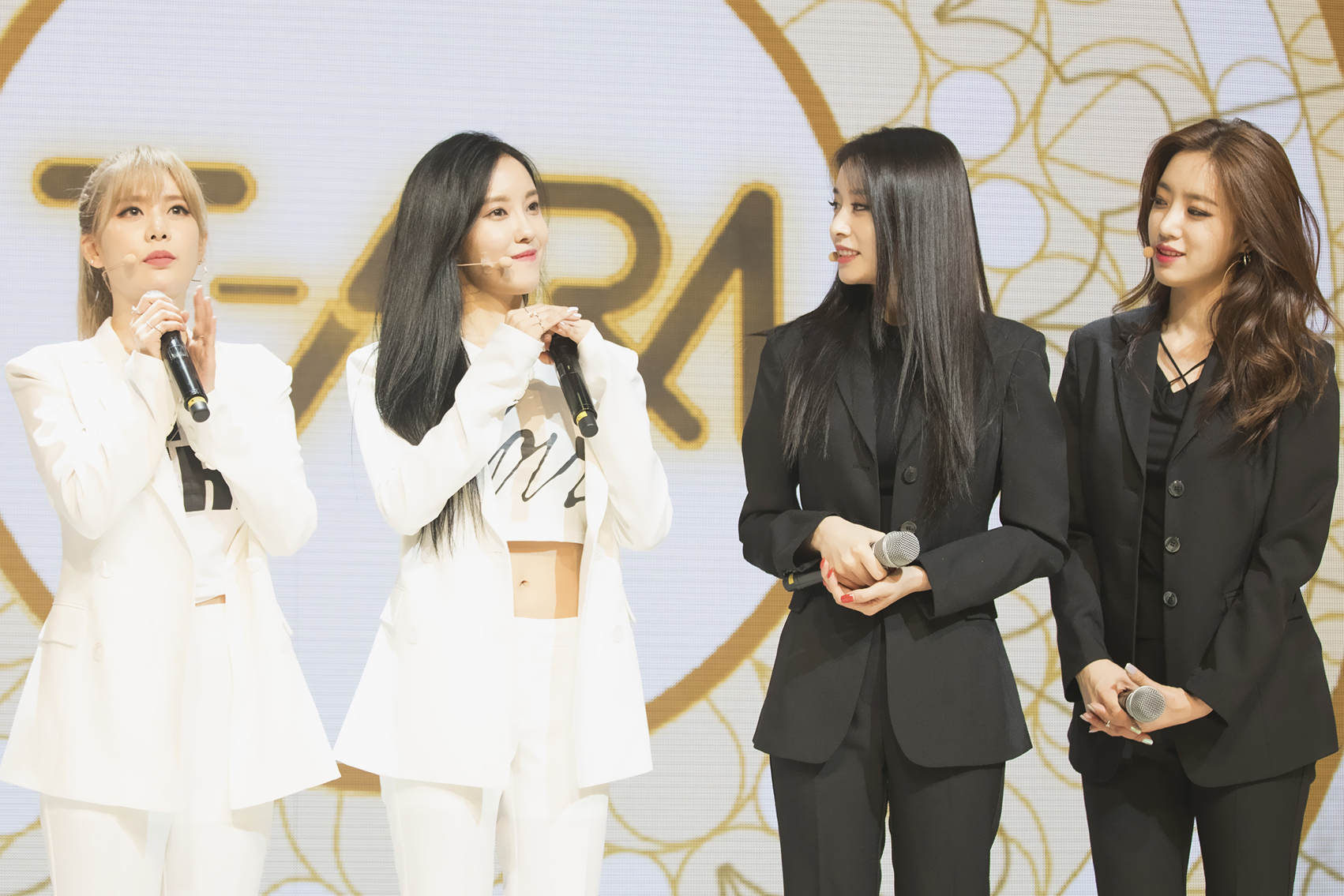
於2017年06月14日出席《What’s my name?》新輯Showcase的T-ara

前成員雅凜在事件重新得到關注後，於個人Instagram表示：「真的忍了很久」，並感謝記者報導事件真相，更憑歌寄意「不要抱怨任何人」，後於2018年1月11日接受媒體專訪表示在離開T-ara後，孝榮有親自聯繫並表達歉意，並指出：「我已經得到了道歉，現在對於那時的感受都不記得了。」
T-ara在2017年5月29日直播宣布，預計於同年6月14日公開新專輯音源並於6月15日回歸樂壇。隨後，T-ara發行第十三張迷你專輯《What’s my name?》，而在新專輯發佈會被問及事件時表示：「事情已過了很久，現在說些甚麼都要更加謹慎，很難再說太多」。在新曲宣傳期間，T-ara於SBS電視台音樂節目《THE SHOW》獲得冠軍，主持人喊出名字的那刻，T-ara一臉不可置信，哭得說不出感言，不敢相信觀眾已重新接受她們，此次奪冠為T-ara在2012年2月17日以《Funky Town》專輯主打曲〈Lovey Dovey〉獲得一位後，時隔5年再度獲得。
MBK娛樂代表金光洙在2018年5月的專訪指出，和榮與孝榮在2012年7月29日時曾致電給他，且自行把合約撕毀，當時的他則認為「就讓她離開吧」，並表示：「如果當時不多說什麼，這件事也不會鬧大」。成員孝敏在2019年8月出演談話節目《黃金漁場Radio Star》時，表示事件發生後許多會打招呼的前後輩都變了，在節目最後所有歌手一起上台的時間，能感受到其他團體躲避的態度，「唯一照顧我們的朋友是少女時代」，而昭妍在同年10月出演選秀節目《Miss Back》時，表示在事件後的表演就經歷十分鐘事件，「一到我們的表演，觀眾們就不看舞台，大家都轉過身去背對著舞台」，而針對自身於事件發生後被診斷出有憂鬱症跟恐慌障礙，昭妍則表示：「我們被誤會的那陣子，就連去醫院也會怕又被誤會，所以不敢去，因為好幾年都沒有接受治療，所以變得更嚴重」。
和榮後來與經紀公司Imagine Asia合約期滿離開後，在2020年6月24日與經紀公司Polaris娛樂簽下專屬合約，該公司稱和榮在演戲方面非常有天賦，是擁有各種色彩和個性的演員，將在未來會協助和支持她的活動，但許多網友不買單並諷刺的說：「真的演技很好，裝無辜演了這麼多年。」、「演反派感覺特別適合。」，和榮隨後於同年11月出演MBC電視台音樂節目《神秘音樂秀：蒙面歌王》，其在第一階段便被淘汰，而舞台影片釋出後倒讚的數量在數天內達到2.3萬，而讚好只有不足1000個，差別甚為明顯。
其中一名曾在粉絲抗爭中向經紀公司Core Contents Media丟擲雞蛋宣洩不滿的粉絲在2024年12月受YouTube頻道「近況奧運會」循線找到採訪，其表示曾檢舉幾個片段讓影音平台刪除，稱「以為現在已經被遺忘了吧，但沒想到還有人記得」。

## 再提真相
金光洙在2024年11月9日出演MBN真人秀《試試看 Go!》再提事件真相，他在節目上表示他當時將和榮跟孝榮叫到辦公室，並要求兩人將合約帶來，而他當場撕毀合約。在節目上，他還提到當時T-ara的父母們有找到他，希望他能完整放出Kaokao Talk的所有訊息截圖，並召開記者會完整說明，而他對此認為「這樣的話，兩姊妹未來的人生怎麼辦？」；翌日，和榮於個人Instagram發表長文表示：「對於『我並沒有遭受排擠，而是裝作受害者』的說法，完全是假的。」，並針對霸凌事件進一步表示其自身確實遭受到「原本的成員們對我毆打，並不斷惡言相向。」，且對於日本演唱會因腳傷不能上台有向成員們不斷道歉。在日本演唱會彩排期間，原本金光洙沒有打算讓她上台表演，但她再三央求代表「至少讓她唱一首歌也好」以體恤因為她而辛苦數倍的其他成員們，最終只在舞台上表演一首歌。而在酒店做美甲的原因是T-ara其他成員們在日本活動時也會安排，她當日因為指甲受傷也同樣進行安排，並強調在解除合約時，她手中握有大量證據可以證明自己被排擠，原先打算透過記者會來表達自己的立場，但金光洙告訴她，如果不召開記者會並保持沉默，會幫助其解除與公司合約，而她當時才20歲，覺得這是最好的選擇，並在沒有收到任何道歉的情況下退出T-ara。
經紀公司Core Contents Media前職員在論壇Instiz實名發表標題「T-ara的真相－CCM職員身份證實」的文章，指認和榮沒有實力也沒有美貌，是因為透過人脈空降到團隊而難以適應，並稱「原始成員們的態度過於強勢」導致後來加入的雅凜也面臨同樣的困境，且其表示在職期間曾看到和榮在哭泣而上前關心，才得知和榮被T-ara其他成員毆打，但其他成員對這些事袖手旁觀。此貼文發布後，使得「芝妍毆打和榮的謠言」再次浮上檯面遭到檢視是否不是純粹的謠言，並導致輿論在芝妍的Instagram的貼文留言要求說明真相。
孝榮則於個人Instagram表示當時發送給雅凜的威脅簡訊是耳聞妹妹遭到欺凌後，基於「保護妹妹防止其做出傻事」的立場所延伸的事件，並表示其雖然已向雅凜道歉，但內心仍自責而感到抱歉。雅凜則透過其男友回應霸凌爭議：「10年前的事情我已經記得不太清楚了，事情的真相只有當事人知道，不要再問我有關以前的團體與前成員的事情了，只要自己生活過得順遂，過去就顯得不是那麼重要了。」
YTN在11月15日發表獨家報導訪問T-ara時期的兩位說唱老師李珠孝、Tarae，李珠孝表示他曾看過T-ara的聊天群組的聊天內容，並指出和榮在出發前往日本前一天扭傷腳時無法走路，和榮因為這個原因在聊天群上傳受傷的照片與道歉的說詞，而T-ara的成員們一連串發了「哈哈哈哈哈」的回應，並沒有傳送「還好嗎？」、「沒事吧？」等關懷的話語，對於和榮當時的生活狀況則稱「T-ara的宿舍中，沒有人想跟和榮一起睡，和榮獨自睡在客廳是連公司都知道的事。」；Tarae在報導中表示「和榮有一天臉頰紅腫的跑來，我當場愣住，因為任誰看了，那都是被人打過的痕跡，所以問了原因，他才說是被某位成員給欺負了」。報導發出後，和榮再次於Instagram發表長文指金光洙及T-ara成員們在其發表兩篇長文的這段期間都沒有向其道歉，且在文章中解釋孝榮給雅凜發送不當簡訊的原因是「T-ara與雅凜之間的挑撥離間，使兩人關係疏遠而難過」，逕而向孝榮訴苦所致。而在生活方面，則強調金光洙知道她已經被欺負的事實，但仍袖手旁觀，指控「大家都拒絕和我當室友，在宿舍時沒有自己房間，記憶中都是獨自在客廳生活」。最後在文章指出曾擔任T-ara造型師的金宇力在2017年出演節目的發言是謠言，強調她一次也沒有見過金宇力或說過話，更指Dispatch訪問的美容室工作的人員，她一個也沒見過也不曾前往該美容室。
雅凜在和榮的文章發布後，於其個人Instagram回應，指她在正式加入團體後，仍然持續在背誦許多T-ara已經公開發表過的作品的歌詞及練習舞蹈；在事件發生後，她忙著看大家的臉色，也沒有可以依靠的地方，就像是走荊棘路而不是走花路，「才沒有時間與精力去搞那些挑撥離間的事」，她還在文章中再次強調和榮當初確實有對其照顧，而孝榮亦有就溝通產生的誤會道歉；雅凜在貼文的最後反問「為什麼大家都不把回憶留在當時不錯的作品之中？」，並稱自己現在及以後都只想安分守己的生活，也希望大家都淡忘那些傷痛，平安的生活。雅凜在發布自己的回應聲明沒多久後，再次於個人Instagram上傳限時動態指「搞不清狀況，一直讓人氣得不行。要不要乾脆全都掀翻？」，被認為是在傳達舊事重提的感受。
金宇力在和榮的文章發布後亦對事件保持沉默，在接到記者來電後稱其「在海外出差，手機正數據漫遊，不方便語音通話」並在此之後拒接來電。昭妍則於個人Instagram的限時動態引述《詩篇》119:37：「求你叫我轉眼不看虛假，又叫我在你的道中生活」並關閉留言區，被解讀指的是因為金光洙再提事件才導致爭議再次浮上檯面。